# Patrick Larley
Patrick Larley (1951) é um músico e compositor britânico nascido em Frodsham, Cheshire.

## Biografia
Larley estudou órgão e o canto no Royal Manchester College of Music e foi nomeado membro do Royal College of Organists. Começou sua carreira como regente substituto do coro da catedral de Wells, depois tornando-se segundo organista na catedral de Santo Asaph, para em seguida ser nomeado Mestre do Coro e Diretor Musical na St. James’ Choir School, na igreja Great Grimsby Parish Church, em Lincolnshire. Após, foi Diretor Musical do Ellesmere College, em Shropshire.
É agora compositor, maestro, cravista e organista free-lancer, e é também Diretor Musical da Ludlow Choral Society (Shropshire) e da Birmingham Festival Choral Society, tendo antes dirigido também a Nantwich Choral Society, no Cheshire. Fundou igualmente e dirige ainda vários conjuntos vocais incluindo Voice, os Gallery Players e a Chudleigh's Cumpanie.
Por último, tem dado recitais em catedrais e igrejas na Grã-Bretanha, França, Alemanha, República Checa, Bélgica, Itália e Irlanda, como regente e organista.
Vive com a sua esposa em uma pequena aldeia agrícola ao norte do País de Gales.

## Música
O essencial da música de Larley está na música sacra coral, variando de peças curtas a cappella, como A girl for the Blue, a trabalhos em grande escala para coro, solistas e orquestra, tal como a sua missa Mass of a Thousand Ages, escrita para o novo milénio e estreada em abril de 2000.
Seu estilo é leve, tonal e acessível, com dissonâncias suaves, melodias que parecem voar e sincopação equilibrada. Mistura as suas profundas raízes religiosas no cantochão e na liturgia monástica com a simplicidade da música folclórica celta. As críticas e os especialistas compararam o seu estilo ao de Gerald Finzi, William Mathias, John Rutter, Frederick Delius e Leonard Bernstein. Algumas de suas obras corais foram registradas em CD, e também foram difundidas pela Radio 3 da BBC, atingindo grandes públicos no Reino Unido e nos Estados Unidos da América.

## Principais obras

### Obras para coro e orquestra
- A Mass of a Thousand Ages para coro, coro de crianças, solistas mezzo-soprano e baixo, quinteto de metais, de quarteto de sopros e órgão (2000)
- Appearing, Shining, Distant or Near para coro, soprano solo, órgão, piano e célesta, sinos tubulares e gongo, (1998)
- Stone Circles para coro, coros femininos, solista soprano, metais, órgão e percussão (1998)

### Obras para coroa cappella
- A Girl for the Blue para soprano e coro
- On the Edge of Glory - a meditation on the life of St. Columba para soprano, tenor e coro
- Crucifying and Resurrection (texto de John Donne) para coro
- The Dreame (John Donne) para coro
- To His Beloved sobre quatro poemas de William Butler Yeats
- Songs of the Cosmos - duas canções para coro com zangão opcional
- Heaven (echo poem) (texto de George Herbert), para coro e solistas
- A Glasse of Blessings (George Herbert) para coro
- Antiphon (George Herbert) para coro

## Discografía selecionada
- The Rose of Peace - para coro, com a Chudleigh's Cumpanie
- A Girl for the Blue - trabalho para o Advento e Natal, com a Chudleigh’s Cumpanie
- On a Fine Morning - para voz solo e piano
- A Mass of a Thousand Ages - gravação ao vivo da primeira execução na igreja da paróquia de St. Mary, Nantwich, em 8 de abril de 2000, conduzido pelo compositor (esta gravação foi selecionada como uma das melhores gravações internacionais de Musicweb do ano de 2005)
- Praise for Creation - trabalho interpretado pela Ludlow Choral Society